# Elizabeth Hastings, grevinna av Huntingdon
Elizabeth Hastings, grevinna av Huntingdon, född 1588, död 1633, var en engelsk adelskvinna. Hon och hennes två äldre systrar stod enligt Henrik VIII:s testamente närmast i tronföljden efter Elisabet I efter sin farmors död 1596, men åsidosattes vid Elisabets död 1603. 
Hon gifte sig 1601 med Henry Hastings, 5:e earl av Huntingdon. Hon var verksam som kulturmecenat och var själv verksam som författare. Hon var författaren till de så kallade Huntington Library manuscripts. Hennes brev från 1605 till 1632 utgör en värdefull källa till livet vid hovet under denna tid.